# Mbarek El Filali
Mbarek El Filali (en arabe : مبارك الفيلالي), né le 12 mai 1955 à El Malah (Algérie) et mort le 27 novembre 2021 à Coulounieix-Chamiers en Dordogne, est un joueur de football international marocain qui évoluait au poste de défenseur.

## Biographie

### Carrière

#### En club
Défenseur, Mbarek El Filali évolue au Mouloudia Club d'Oujda avec lequel il est sacré champion du Maroc en 1975 avec notamment son frère Mohamed El Filali.
Il est surnommé Filali Sghir (Filali le cadet) pour le distinguer de son frère aîné.

#### En sélection
Il compte plusieurs sélections en équipe du Maroc de 1979 à 1983, remportant la médaille de bronze à la Coupe d'Afrique des nations 1980 au Nigeria. Lors de la CAN 1980, il prend part à cinq matchs.

### Ses matchs avec la sélection nationale
1. 27/02/1980 Maroc - Tunisie à Meknès 0 - 0 Amical
2. 09/03/1980 Ibadan : Guinée vs Maroc 1 - 1 CAN 1980
3. 13/03/1980 Ibadan : Algérie vs Maroc 1 - 0 CAN 1980
4. 16/03/1980 Ibadan : Ghana vs Maroc 0 - 1 CAN 1980
5. 19/03/1980 Lagos : Nigeria vs Maroc  1 - 0 Demi-finale CAN 1980
6. 21/03/1980 Lagos : Egypte vs Maroc 0 - 2 Classement CAN 1980
7. 08/06/1980 Tunis : Tunisie vs Maroc 0 - 1 Amical
8. 22/06/1980 Dakar : Sénégal vs Maroc 0 - 1 Elim. CM 1982
9. 06/07/1980 Casablanca : Maroc vs Sénégal 0 - 0 Elim. CM 1982
10. 16/11/1980 Maroc – Zambie à Fès 2 - 0 Elim. CM 1982
11. 30/11/1980 Zambie vs Maroc à Lusaka 2 - 0 (4-5 TAB) Elim. CM 1982
12. 15/02/1981 Fès : Maroc vs Syrie 3 - 0 Amical
13. 08/03/1981 Maroc - Irak à Fés 1 - 1 Amical
14. 22/03/1981 Maroc - Liberia à Fès 3 - 1  Elim. CAN 1982
15. 04/04/1981 Monrovia : Liberia vs Maroc 0 - 5 Elim. CAN 1982
16. 08/05/1981 Le Caire : Egypte vs Maroc 0 - 0 Elim. CM 1982
17. 16/08/1981 Fès : Maroc - Zambie 2 - 1 Elim. CAN 1982
18. 27/09/1981 Maroc - Tunisie à Kénitra 2 - 2 Amical
19. 15/11/1981 Maroc - Cameroun à Kénitra 0 - 2 Elim. CM 1982
20. 29/11/1981 Cameroun vs Marocà Yaoundé 2 - 1 Elim. CM 1982
21. 12/05/1982 Casablanca : Maroc vs Sénégal  2 - 1 Amical
22. 03/10/1982 Riyad : Arabie Saoudite vs Maroc 2 - 1 Amical
23. 23/03/1983 Sousse : Tunisie vs Maroc 1 - 0 Amical

### Après-carrière
Vivant en France, il meurt le 27 novembre 2021 des suites d'une longue maladie près de Bordeaux à l'âge de 66 ans,.